# Glina (powiat otwocki)
Glina – wieś sołecka w Polsce położona w województwie mazowieckim, w powiecie otwockim, w gminie Celestynów.
Nazwa, powstałej w 1880 roku miejscowości, wzięła się od gliniastego podłoża jakie występuje na tych terenach. Do II wojny światowej istniał tu dwór, w którym przez jakiś czas mieszkała Maria Dąbrowska. W 1944 roku we wsi ześrodkowano radziecki 5. samodzielny pułk motocyklowy. W 1962 na terenie, niedokończonych w 1939, zakładów rowerowych Zawadzkiego mieściła się filia Warszawskich Zakładów Wyrobów Elektrycznych. Był to pierwszy obiekt przemysłowy przeniesiony z Warszawy w ramach projektu deglomeracji. Jakiś czas później zakład został przekształcony w Zakład Aparatury Elektrycznej "EFA". Produkował on transformatory małej mocy, wzmacniacze magnetyczne, urządzenia dla górnictwa, kolei, przemysłu stoczniowego i obronnego. W 1974 na Międzynarodowych Targach w Lipsku przetwornica tyrystorowa wyprodukowana w Glinie została nagrodzona złotym medalem. W latach 1975–1998 miejscowość należała administracyjnie do województwa warszawskiego.
Wierni Kościoła rzymskokatolickiego należą do parafii Matki Bożej Anielskiej w Starej Wsi.